# Vuelta a España 2015
La 70.ª edición de la Vuelta a España se disputó desde el 22 de agosto hasta el 13 de septiembre de 2015, entre las localidades de Puerto Banús y Madrid, con un recorrido total aproximado de 3376,4 km repartidos en 21 etapas.
Nueve localidades fueron salidas inéditas en 2015ː Alhaurín de la Torre, Mijas, Rota, Jódar, Puebla de Don Fadrique, Torrevieja, Comillas, Roa y Medina del Campo. También fueron finales inéditos de etapaː Caminito del Rey, Vejer de la Frontera, Alcalá de Guadaíra, Sierra de Cazorla, La Alpujarra, Cumbre del Sol, Cortals d'Encamp, Fuente del Chivo, Sotres, Ermita de Alba y Cercedilla.
De las 21 etapas, 13 fueron de media y alta montaña, con 8 llegadas en alto. Además contó con 6 etapas llanas y 2 contrarreloj, la primera de ellas por equipos aunque esa no contó para la clasificación general (véase Primera etapa neutralizada). De entre todas las etapas destaca la 11.ª con final en Cortals d'Encamp nombrada como la «la etapa más dura de la historia de la Vuelta» que tendrá 5.300 metros de desnivel ascendente acumulado en 138 km solo semejante a la 9.ª etapa de la Vuelta 2006, si bien es cierto que en las otras Grandes Vueltas se llevan disputando tradicionalmente etapas con esa o mayor dificultad.
La carrera formó parte del UCI WorldTour 2015.
El ganador final fue Fabio Aru tras desbancar a Tom Dumoulin del liderato y del podio en la penúltima etapa. Le acompañaron en el podio Joaquim Rodríguez y Rafał Majka, respectivamente.
En las clasificaciones secundarias se impusieron Alejandro Valverde (puntos), Omar Fraile (montaña), Tom Dumoulin (combatividad) y Movistar (equipos).
Los ciclistas con más victorias fueron Esteban Chaves y Tom Dumoulin con dos etapas cada uno.

## Equipos participantes
A principios del 2015 la Organización confirmó los 22 equipos que disputarán la carrera: los 17 de categoría UCI ProTeam (al ser obligada y tener asegurada su participación); más 5 de categoría Profesional Continental invitados por la organización (Caja Rural-Seguros RGA, Team Europcar, Cofidis, Solutions Crédits, Colombia y MTN Qhubeka). Formando así un pelotón de 198 ciclistas (cerca del límite de 200 establecido para carreras profesionales), con 9 corredores cada equipo, de los que acabaron 158. Los equipos participantes fueron:
| WorldTeams (17)- AG2R La Mondiale - Astana - BMC Racing Team - Cannondale-Garmin - Etixx-Quick Step - FDJ - Giant-Alpecin - IAM Cycling - Katusha - Lampre-Merida - Lotto NL-Jumbo - Lotto-Soudal - Movistar Team - Orica-GreenEDGE - Sky - Tinkoff-Saxo - Trek Factory Racing Equipos continentales profesionales (5)- Caja Rural-Seguros RGA - Cofidis, Solutions Crédits - MTN-Qhubeka - Europcar - Colombia |
| |

## Etapas
| Etapa      | Fecha     | Recorrido                                  | type                     | Distancia (km) | Desnivel (m) | Ganador                 | Líder             |
| ---------- | --------- | ------------------------------------------ | ------------------------ | -------------- | ------------ | ----------------------- | ----------------- |
| 1.ª etapa  | 22 de ago | Puerto Banús – Marbella                    | contrarreloj por equipos | 7,4            | 17 m         | BMC Racing Team         | Peter Velits      |
| 2.ª etapa  | 23 de ago | Alhaurín de la Torre – Caminito del Rey    | etapa escarpada          | 165            | 2597 m       | Esteban Chaves          | Esteban Chaves    |
| 3.ª etapa  | 24 de ago | Mijas – Málaga                             | etapa llana              | 158,4          | 2613 m       | Peter Sagan             | Esteban Chaves    |
| 4.ª etapa  | 25 de ago | Estepona – Vejer de la Frontera            | etapa escarpada          | 209,6          | 2141 m       | Alejandro Valverde      | Esteban Chaves    |
| 5.ª etapa  | 26 de ago | Rota – Alcalá de Guadaíra                  | etapa llana              | 167,3          | 816 m        | Caleb Ewan              | Tom Dumoulin      |
| 6.ª etapa  | 27 de ago | Córdoba – sierra de Cazorla                | etapa escarpada          | 200,3          | 2908 m       | Esteban Chaves          | Esteban Chaves    |
| 7.ª etapa  | 28 de ago | Jódar – Centro Administrativo La Alpujarra | etapa escarpada          | 191,1          | 3318 m       | Bert-Jan Lindeman       | Esteban Chaves    |
| 8.ª etapa  | 29 de ago | Puebla de Don Fadrique – Murcia            | etapa llana              | 182,5          | 1386 m       | Jasper Stuyven          | Esteban Chaves    |
| 9.ª etapa  | 30 de ago | Torrevieja – Benitachell                   | etapa escarpada          | 168,3          | 2044 m       | Tom Dumoulin            | Tom Dumoulin      |
| 10.ª etapa | 31 de ago | Valencia – Castellón de la Plana           | etapa llana              | 146,6          | 1520 m       | Kristian Sbaragli       | Tom Dumoulin      |
|            | 1 de sep  | Día de descanso                            | Día de descanso          |                |              |                         |                   |
| 11.ª etapa | 2 de sep  | Andorra la Vieja – Encamp                  | etapa de montaña         | 138            | 5421 m       | Mikel Landa             | Fabio Aru         |
| 12.ª etapa | 3 de sep  | Escaldes-Engordany – Lérida                | etapa llana              | 173            | 2174 m       | Danny van Poppel        | Fabio Aru         |
| 13.ª etapa | 4 de sep  | Calatayud – Tarazona                       | etapa escarpada          | 178            | 2673 m       | Nélson Filippe Oliveira | Fabio Aru         |
| 14.ª etapa | 5 de sep  | Vitoria – Alto Campoo                      | etapa de montaña         | 215            | 3941 m       | Alessandro De Marchi    | Fabio Aru         |
| 15.ª etapa | 6 de sep  | Comillas – Cabrales                        | etapa de montaña         | 175,8          | 3740 m       | Joaquim Rodríguez       | Fabio Aru         |
| 16.ª etapa | 7 de sep  | Luarca – Quirós                            | etapa de montaña         | 185            | 5207 m       | Fränk Schleck           | Joaquim Rodríguez |
|            | 8 de sep  | Día de descanso                            | Día de descanso          |                |              |                         |                   |
| 17.ª etapa | 9 de sep  | Burgos – Burgos                            | contrarreloj individual  | 38,7           | 328 m        | Tom Dumoulin            | Tom Dumoulin      |
| 18.ª etapa | 10 de sep | Roa – Riaza                                | etapa escarpada          | 204            | 3218 m       | Nicolas Roche           | Tom Dumoulin      |
| 19.ª etapa | 11 de sep | Medina del Campo – Ávila                   | etapa escarpada          | 185            | 2331 m       | Alexis Gougeard         | Tom Dumoulin      |
| 20.ª etapa | 12 de sep | San Lorenzo de El Escorial – Cercedilla    | etapa de montaña         | 175,8          | 3812 m       | Rubén Plaza             | Fabio Aru         |
| 21.ª etapa | 13 de sep | Alcalá de Henares – Madrid                 | etapa llana              | 98,8           | 726 m        | John Degenkolb          | Fabio Aru         |

## Clasificaciones

### Clasificación general
| \| Clasificación general \| Clasificación general \| Clasificación general \| Clasificación general \| Clasificación general \| \| Ciclista \| Ciclista \| Equipo \| Tiempo \| \| \| --------------------- \| --------------------- \| ---------------------- \| --------------------- \| --------------------- \| \| 1.º \| Fabio Aru \| Astana \| 85 h 36 min 13 s \| \| \| 2.º \| Joaquim Rodríguez \| Katusha \| + 57 s \| \| \| 3.º \| Rafał Majka \| Tinkoff-Saxo \| + 1 min 09 s \| \| \| 4.º \| Nairo Quintana \| Movistar Team \| + 1 min 42 s \| \| \| 5.º \| Esteban Chaves \| Orica-GreenEDGE \| + 3 min 10 s \| \| \| 6.º \| Tom Dumoulin \| Giant-Alpecin \| + 3 min 46 s \| \| \| 7.º \| Alejandro Valverde \| Movistar Team \| + 6 min 47 s \| \| \| 8.º \| Mikel Nieve \| Team Sky \| + 7 min 06 s \| \| \| 9.º \| Dani Moreno \| Katusha \| + 7 min 12 s \| \| \| 10.º \| Louis Meintjes \| MTN-Qhubeka \| + 10 min 26 s \| \| \| 11.º \| Domenico Pozzovivo \| AG2R La Mondiale \| + 11 min 10 s \| \| \| 12.º \| David Arroyo \| Caja Rural-Seguros RGA \| + 13 min 29 s \| \| \| 13.º \| Gianluca Brambilla \| Etixx-Quick Step \| + 15 min 26 s \| \| \| 14.º \| Bart De Clercq \| Lotto-Soudal \| + 16 min 34 s \| \| \| 15.º \| Romain Sicard \| Team Europcar \| + 16 min 46 s \| \| \| 16.º \| Kenny Elissonde \| FDJ \| + 17 min 07 s \| \| \| 17.º \| Fabrice Jeandesboz \| Team Europcar \| + 17 min 10 s \| \| \| 18.º \| André Cardoso \| Cannondale-Garmin \| + 23 min 31 s \| \| \| 19.º \| Giovanni Visconti \| Movistar Team \| + 36 min 19 s \| \| \| 20.º \| Diego Rosa \| Astana \| + 43 min 27 s \| \| |                    |                        |                  |
| |                    |                        |                  |
| Fuente: ProCyclingStats |                    |                        |                  |
| Clasificación general |                    |                        |                  |
| Ciclista | Ciclista           | Equipo                 | Tiempo           |
| 1.º | Fabio Aru          | Astana                 | 85 h 36 min 13 s |
| 2.º | Joaquim Rodríguez  | Katusha                | + 57 s           |
| 3.º | Rafał Majka        | Tinkoff-Saxo           | + 1 min 09 s     |
| 4.º | Nairo Quintana     | Movistar Team          | + 1 min 42 s     |
| 5.º | Esteban Chaves     | Orica-GreenEDGE        | + 3 min 10 s     |
| 6.º | Tom Dumoulin       | Giant-Alpecin          | + 3 min 46 s     |
| 7.º | Alejandro Valverde | Movistar Team          | + 6 min 47 s     |
| 8.º | Mikel Nieve        | Team Sky               | + 7 min 06 s     |
| 9.º | Dani Moreno        | Katusha                | + 7 min 12 s     |
| 10.º | Louis Meintjes     | MTN-Qhubeka            | + 10 min 26 s    |
| 11.º | Domenico Pozzovivo | AG2R La Mondiale       | + 11 min 10 s    |
| 12.º | David Arroyo       | Caja Rural-Seguros RGA | + 13 min 29 s    |
| 13.º | Gianluca Brambilla | Etixx-Quick Step       | + 15 min 26 s    |
| 14.º | Bart De Clercq     | Lotto-Soudal           | + 16 min 34 s    |
| 15.º | Romain Sicard      | Team Europcar          | + 16 min 46 s    |
| 16.º | Kenny Elissonde    | FDJ                    | + 17 min 07 s    |
| 17.º | Fabrice Jeandesboz | Team Europcar          | + 17 min 10 s    |
| 18.º | André Cardoso      | Cannondale-Garmin      | + 23 min 31 s    |
| 19.º | Giovanni Visconti  | Movistar Team          | + 36 min 19 s    |
| 20.º | Diego Rosa         | Astana                 | + 43 min 27 s    |

### Clasificación por puntos
| Clasificación por puntos | Clasificación por puntos | Clasificación por puntos | Clasificación por puntos | Clasificación por puntos |
| Ciclista                 | Ciclista                 | Equipo                   | Puntos                   |                          |
| ------------------------ | ------------------------ | ------------------------ | ------------------------ | ------------------------ |
| 1.º                      | Alejandro Valverde       | Movistar Team            | 118 pts                  |                          |
| 2.º                      | Joaquim Rodríguez        | Katusha                  | 116 pts                  |                          |
| 3.º                      | John Degenkolb           | Giant-Alpecin            | 108 pts                  |                          |
| 4.º                      | Tom Dumoulin             | Giant-Alpecin            | 105 pts                  |                          |
| 5.º                      | Nicolas Roche            | Team Sky                 | 97 pts                   |                          |
| 6.º                      | Fabio Aru                | Astana                   | 97 pts                   |                          |
| 7.º                      | John Degenkolb           | Giant-Alpecin            | 93 pts                   |                          |
| 8.º                      | Rafał Majka              | Tinkoff-Saxo             | 89 pts                   |                          |
| 9.º                      | Nairo Quintana           | Movistar Team            | 84 pts                   |                          |
| 10.º                     | José Joaquín Rojas       | Movistar Team            | 76 pts                   |                          |

### Clasificación de la montaña
| Clasificación de la montaña | Clasificación de la montaña | Clasificación de la montaña | Clasificación de la montaña | Clasificación de la montaña |
| Ciclista                    | Ciclista                    | Equipo                      | Puntos                      |                             |
| --------------------------- | --------------------------- | --------------------------- | --------------------------- | --------------------------- |
| 1.º                         | Omar Fraile                 | Caja Rural-Seguros RGA      | 82 pts                      |                             |
| 2.º                         | Rubén Plaza                 | Lampre-Merida               | 63 pts                      |                             |
| 3.º                         | Fränk Schleck               | Trek Factory Racing         | 30 pts                      |                             |
| 4.º                         | Alessandro De Marchi        | BMC Racing Team             | 28 pts                      |                             |
| 5.º                         | Mikel Landa                 | Astana                      | 25 pts                      |                             |
| 6.º                         | José Gonçalves              | Caja Rural-Seguros RGA      | 24 pts                      |                             |
| 7.º                         | Rodolfo Torres              | Colombia                    | 22 pts                      |                             |
| 8.º                         | Pierre Rolland              | Team Europcar               | 20 pts                      |                             |
| 9.º                         | José Joaquín Rojas          | Movistar Team               | 19 pts                      |                             |
| 10.º                        | Mikaël Cherel               | AG2R La Mondiale            | 18 pts                      |                             |

### Clasificación combinada
En la clasificación combinada se suman los puestos de los corredores en la clasificación general, la clasificación a puntos y la de la montaña. El corredor que menos puestos tenga en la suma de las tres camisas es el primero de la clasificación.
| Clasificación de la combinada | Clasificación de la combinada | Clasificación de la combinada | Clasificación de la combinada | Clasificación de la combinada |
| Ciclista                      | Ciclista                      | Equipo                        | Puntos                        |                               |
| ----------------------------- | ----------------------------- | ----------------------------- | ----------------------------- | ----------------------------- |
| 1.º                           | Joaquim Rodríguez             | Katusha                       | 15 pts                        |                               |
| 2.º                           | Fabio Aru                     | Astana                        | 23 pts                        |                               |
| 3.º                           | Tom Dumoulin                  | Giant-Alpecin                 | 24 pts                        |                               |
| 4.º                           | Rafał Majka                   | Tinkoff-Saxo                  | 37 pts                        |                               |
| 5.º                           | Esteban Chaves                | Orica-GreenEDGE               | 43 pts                        |                               |
| 6.º                           | Nicolas Roche                 | Team Sky                      | 46 pts                        |                               |
| 7.º                           | Mikel Landa                   | Astana                        | 49 pts                        |                               |
| 8.º                           | José Gonçalves                | Caja Rural-Seguros RGA        | 52 pts                        |                               |
| 9.º                           | Nélson Filippe Oliveira       | Lampre-Merida                 | 57 pts                        |                               |
| 10.º                          | Fränk Schleck                 | Trek Factory Racing           | 59 pts                        |                               |

### Clasificación por equipos
| Clasificación por equipos | Clasificación por equipos  | Clasificación por equipos | Clasificación por equipos |
| Equipo                    | Equipo                     | Tiempo                    |                           |
| ------------------------- | -------------------------- | ------------------------- | ------------------------- |
| 1.º                       | Movistar Team              | 256 h 44 min 38 s         |                           |
| 2.º                       | Sky                        | + 29 min 47 s             |                           |
| 3.º                       | Katusha                    | + 35 min 44 s             |                           |
| 4.º                       | Astana                     | + 48 min 24 s             |                           |
| 5.º                       | Europcar                   | + 1 h 11 min 00 s         |                           |
| 6.º                       | Caja Rural-Seguros RGA     | + 1 h 20 min 44 s         |                           |
| 7.º                       | Tinkoff-Saxo               | + 1 h 40 min 58 s         |                           |
| 8.º                       | Etixx-Quick Step           | + 1 h 43 min 44 s         |                           |
| 9.º                       | Lotto-Soudal               | + 1 h 55 min 17 s         |                           |
| 10.º                      | Cofidis, Solutions Crédits | + 2 h 36 min 11 s         |                           |

### Premio de la combatividad
| Clasificación de la combatividad | Clasificación de la combatividad | Clasificación de la combatividad | Clasificación de la combatividad | Clasificación de la combatividad |
| Ciclista                         | Ciclista                         | Equipo                           | Puntos                           |                                  |
| -------------------------------- | -------------------------------- | -------------------------------- | -------------------------------- | -------------------------------- |
| 1.º                              | Tom Dumoulin                     | Giant-Alpecin                    |                                  |                                  |

## Evolución de las clasificaciones
| Etapa                   |                          | Ganador _               | Clasificación general | Puntos             | Montaña        | Combatividad         | Combinada         | Equipo          |
| ----------------------- | ------------------------ | ----------------------- | --------------------- | ------------------ | -------------- | -------------------- | ----------------- | --------------- |
| 1.ª etapa               | contrarreloj por equipos | BMC Racing Team         | Peter Velits          | no otorgado        | no otorgado    | Cameron Meyer        | no otorgado       | BMC Racing Team |
| 2.ª etapa               | etapa escarpada          | Esteban Chaves          | Esteban Chaves        | Esteban Chaves     | Esteban Chaves | José Gonçalves       | Esteban Chaves    | Sky             |
| 3.ª etapa               | etapa llana              | Peter Sagan             | Esteban Chaves        | Esteban Chaves     | Omar Fraile    | Omar Fraile          | Esteban Chaves    | Sky             |
| 4.ª etapa               | etapa escarpada          | Alejandro Valverde      | Esteban Chaves        | Peter Sagan        | Omar Fraile    | Markel Irizar        | Esteban Chaves    | Sky             |
| 5.ª etapa               | etapa llana              | Caleb Ewan              | Tom Dumoulin          | Peter Sagan        | Omar Fraile    | Iljo Keisse          | Esteban Chaves    | Sky             |
| 6.ª etapa               | etapa escarpada          | Esteban Chaves          | Esteban Chaves        | Peter Sagan        | Omar Fraile    | Miguel Ángel Rubiano | Esteban Chaves    | Sky             |
| 7.ª etapa               | etapa escarpada          | Bert-Jan Lindeman       | Esteban Chaves        | Esteban Chaves     | Omar Fraile    | Amets Txurruka       | Esteban Chaves    | Sky             |
| 8.ª etapa               | etapa llana              | Jasper Stuyven          | Esteban Chaves        | Esteban Chaves     | Omar Fraile    | Ángel Madrazo        | Esteban Chaves    | Sky             |
| 9.ª etapa               | etapa escarpada          | Tom Dumoulin            | Tom Dumoulin          | Esteban Chaves     | Omar Fraile    | Omar Fraile          | Tom Dumoulin      | Sky             |
| 10.ª etapa              | etapa llana              | Kristian Sbaragli       | Tom Dumoulin          | Esteban Chaves     | Omar Fraile    | Carlos Verona        | Tom Dumoulin      | Sky             |
| 11.ª etapa              | etapa de montaña         | Mikel Landa             | Fabio Aru             | Esteban Chaves     | Omar Fraile    | Mikel Landa          | Tom Dumoulin      | Sky             |
| 12.ª etapa              | etapa llana              | Danny van Poppel        | Fabio Aru             | Esteban Chaves     | Omar Fraile    | Maxime Bouet         | Tom Dumoulin      | Sky             |
| 13.ª etapa              | etapa escarpada          | Nélson Filippe Oliveira | Fabio Aru             | Esteban Chaves     | Omar Fraile    | Paweł Poljański      | Tom Dumoulin      | Sky             |
| 14.ª etapa              | etapa de montaña         | Alessandro De Marchi    | Fabio Aru             | Esteban Chaves     | Omar Fraile    | Carlos Quintero      | Tom Dumoulin      | Sky             |
| 15.ª etapa              | etapa de montaña         | Joaquim Rodríguez       | Fabio Aru             | Joaquim Rodríguez  | Omar Fraile    | Brayan Ramírez       | Joaquim Rodríguez | Sky             |
| 16.ª etapa              | etapa de montaña         | Fränk Schleck           | Joaquim Rodríguez     | Joaquim Rodríguez  | Omar Fraile    | Rodolfo Torres       | Joaquim Rodríguez | Sky             |
| 17.ª etapa              | contrarreloj individual  | Tom Dumoulin            | Tom Dumoulin          | Joaquim Rodríguez  | Omar Fraile    | Tom Dumoulin         | Joaquim Rodríguez | Sky             |
| 18.ª etapa              | etapa escarpada          | Nicolas Roche           | Tom Dumoulin          | Joaquim Rodríguez  | Omar Fraile    | Ángel Madrazo        | Joaquim Rodríguez | Movistar Team   |
| 19.ª etapa              | etapa escarpada          | Alexis Gougeard         | Tom Dumoulin          | Joaquim Rodríguez  | Omar Fraile    | Alexis Gougeard      | Joaquim Rodríguez | Movistar Team   |
| 20.ª etapa              | etapa de montaña         | Rubén Plaza             | Fabio Aru             | Joaquim Rodríguez  | Omar Fraile    | Rubén Plaza          | Joaquim Rodríguez | Movistar Team   |
| 21.ª etapa              | etapa llana              | John Degenkolb          | Fabio Aru             | Alejandro Valverde | Omar Fraile    | no otorgado          | Joaquim Rodríguez | Movistar Team   |
| Clasificaciones finales | Clasificaciones finales  |                         | Fabio Aru             | Alejandro Valverde | Omar Fraile    | Tom Dumoulin         | Joaquim Rodríguez | Movistar Team   |

## Ciclistas participantes y posiciones finales
Convenciones:
- AB-N: Abandono en la etapa N
- FLT-N: Retiro por llegada fuera del límite de tiempo en la etapa N
- NTS-N: No tomó la salida para la etapa N
- DES-N: Descalificado o expulsado en la etapa N

## Controversia y polémicas

### Primera etapa neutralizada
En el anuncio del recorrido del mes de enero se informó que la primera etapa iba a discurrir sobre tramos de arena (concretamente albero). Sin embargo, dos días antes del comienzo de la misma, tras el reconocimiento de la misma por parte de los equipos extranjeros, varios equipos se quejaron de su peligrosidad. Por tanto, tras una reunión de urgencia, se decidió no tener en cuenta los tiempos de dicha etapa para la clasificación general.
Si bien es cierto que en otras Grandes Vueltas es común el asfalto no convencional, nunca se había usado albero y menos en una contrarreloj por equipos.

### Expulsión de Vincenzo Nibali
Al término de la 2.ª etapa el comité de carrera decidió expulsar a Vincenzo Nibali, líder del Astana, debido a maniobras antideportivas, tras agarrarse durante muchos metros del coche de su equipo que le llevó a gran velocidad para tratar de alcanzar el pelotón, cuando este después de una caída perdió bastante tiempo. Además, la sanción afectó a todo el equipo, siendo también el director de la escuadra Aleksandr Shefer expulsado tras permitir esta maniobra. Javier Guillén, Director de la Vuelta a España para esta edición, anunció que esta acción es "mala para la imagen del ciclismo y de la Vuelta a España" y que fue "un acto lamentable".
Por otra parte, Televisión Española fue muy criticada por su retransmisión e información sobre el incidente, ya que en esos momentos estaba emitiendo publicidad y las imágenes solo se veían en una pequeña pantalla, por lo que solo se pudo ver el incidente en pantalla completa a través de la señal internacional que estaba emitiendo Eurosport, e incluso pronto cortaron esas imágenes para mostrar el pelotón. En ningún momento hubo repeticiones de lo ocurrido durante la carrera. Además, tampoco hubo protestas formales del resto de ciclistas, siendo muchos de ellos testigos directos de lo ocurrido.

### Atropellos a ciclistas del Tinkoff
En la 8.ª etapa Peter Sagan sufrió un atropello por parte de una moto de la organización a 8 km de meta. El corredor mostró su descontento golpeando al coche médico y su propia bicicleta por ello fue sancionado por 300 francos suizos. El motorista, sin identificar salvo por el número de la moto, fue expulsado de carrera mientras Sagan, a pesar de finalizar al etapa, tuvo que abandonar. Debido a este accidente también hubo críticas hacia los organizadores y la retransmisión televisiva por llevar a los ciclistas por carreteras peligrosas -y en ningún momento avisar del peligro-, de hecho se neutralizaron kilómetros de algunas etapas, y no haber en ningún momento imágenes sobre este incidente.
En la 11.ª etapa, Sergio Paulinho fue golpeado por una moto de televisión que provocó su retirada. Ese mismo día, antes del atropello, el equipo Tinkoff emitió un comunicado amenazando con demandar a la carrera si no se cumplían unos requísitios entre los que se encontraban pedir disculpas, tomar medidas apropiadas y concretas para prevenir incidentes y que la Unión Ciclista Internacional revocase la multa a Sagan entre otros. Tras el atropello de Paulinho, el Tinkoff-Saxo consideró su retirada completa de la carrera; sin embargo, decidió seguir en carrera mientras no ocurriese otro incidente, debido a que algunos puntos propuestos en el comunicado se habían solucionado.

## UCI World Tour
La Vuelta a España otorgó puntos para el UCI WorldTour 2015, solamente para corredores de equipos UCI ProTeam. Las siguientes tablas son el baremo de puntuación y los ciclistas que obtuvieron puntos:
| Posición              | 1.º | 2.º | 3.º | 4.º | 5.º | 6.º | 7.º | 8.º | 9.º | 10.º | 11.º | 12.º | 13.º | 14.º | 15.º | 16.º | 17.º | 18.º | 19.º | 20.º |
| Clasificación general | 170 | 130 | 100 | 90  | 80  | 70  | 60  | 52  | 44  | 38   | 32   | 26   | 22   | 18   | 14   | 10   | 8    | 6    | 4    | 2    |
| Por etapa             | 16  | 8   | 4   | 2   | 1   |     |     |     |     |      |      |      |      |      |      |      |      |      |      |      |

| Ciclista           | Equipo          | General | Etapa | Total |
| ------------------ | --------------- | ------- | ----- | ----- |
| Fabio Aru          | Astana          | 170     | 14    | 184   |
| Joaquim Rodríguez  | Katusha         | 130     | 22    | 152   |
| Tom Dumoulin       | Giant-Alpecin   | 70      | 44    | 114   |
| Esteban Chaves     | Orica GreenEDGE | 80      | 33    | 113   |
| Rafał Majka        | Tinkoff-Saxo    | 100     | 10    | 110   |
| Nairo Quintana     | Movistar        | 90      | 2     | 92    |
| Alejandro Valverde | Movistar        | 60      | 23    | 83    |
| Daniel Moreno      | Katusha         | 44      | 10    | 54    |
| Mikel Nieve        | Sky             | 52      |       | 52    |
| Louis Meintjes     | MTN-Qhubeka     | 38      |       | 38    |

| Resto de corredores  | Resto de corredores | Resto de corredores | Resto de corredores | Resto de corredores |
| Ciclista             | Equipo              | General             | Etapa               | Total               |
| -------------------- | ------------------- | ------------------- | ------------------- | ------------------- |
| John Degenkolb       | Giant-Alpecin       |                     | 37                  | 37                  |
| Domenico Pozzovivo   | Ag2r                | 32                  |                     | 32                  |
| Nicolas Roche        | Sky                 |                     | 32                  | 32                  |
| Peter Sagan          | Tinkoff-Saxo        |                     | 28                  | 28                  |
| David Arroyo         | Caja Rural          | 26                  |                     | 26                  |
| Danny van Poppel     | Trek                |                     | 24                  | 24                  |
| Gianluca Brambilla   | Etixx-Quick Step    | 22                  |                     | 22                  |
| Nélson Oliveira      | Lampre-Merida       |                     | 20                  | 20                  |
| Alessandro De Marchi | BMC Racing          |                     | 20                  | 20                  |
| Bart De Clercq       | Lotto Soudal        | 18                  |                     | 18                  |
| Rubén Plaza          | Lampre-Merida       |                     | 18                  | 18                  |
| Romain Sicard        | Team Europcar       | 14                  | 2                   | 16                  |
| Caleb Ewan           | Orica GreenEDGE     |                     | 16                  | 16                  |
| Bert-Jan Lindeman    | LottoNL-Jumbo       |                     | 16                  | 16                  |
| Jasper Stuyven       | Trek                |                     | 16                  | 16                  |
| Mikel Landa          | Astana              |                     | 16                  | 16                  |
| Fränk Schleck        | Trek                |                     | 16                  | 16                  |
| Alexis Gougeard      | Ag2r                |                     | 16                  | 16                  |
| José Gonçalves       | Caja Rural          |                     | 12                  | 12                  |
| Kenny Elissonde      | FDJ                 | 10                  |                     | 10                  |
| Daniel Martin        | Cannondale-Garmin   |                     | 10                  | 10                  |
| José Joaquín Rojas   | Movistar            |                     | 10                  | 10                  |
| Fabrice Jeandesboz   | Team Europcar       | 8                   |                     | 8                   |
| Ilia Koshevoy        | Lampre-Merida       |                     | 8                   | 8                   |
| Chris Froome         | Sky                 |                     | 8                   | 8                   |
| Salvatore Puccio     | Sky                 |                     | 8                   | 8                   |
| Daryl Impey          | Orica GreenEDGE     |                     | 8                   | 8                   |
| Maciej Bodnar        | Tinkoff-Saxo        |                     | 8                   | 8                   |
| Haimar Zubeldia      | Trek                |                     | 8                   | 8                   |
| André Cardoso        | Cannondale-Garmin   | 6                   |                     | 6                   |
| Giovanni Visconti    | Movistar            | 4                   | 2                   | 6                   |
| Tosh Van der Sande   | Lotto Soudal        |                     | 5                   | 5                   |
| Jempy Drucker        | BMC Racing          |                     | 4                   | 4                   |
| Kévin Réza           | FDJ                 |                     | 4                   | 4                   |
| Ian Boswell          | Sky                 |                     | 4                   | 4                   |
| Vasil Kiryienka      | Sky                 |                     | 4                   | 4                   |
| Moreno Moser         | Cannondale-Garmin   |                     | 4                   | 4                   |
| Maxime Monfort       | Lotto Soudal        |                     | 4                   | 4                   |
| Jean-Pierre Drucker  | BMC                 |                     | 4                   | 4                   |
| Diego Rosa           | Astana              | 2                   |                     | 2                   |
| Andrey Amador        | Movistar            |                     | 2                   | 2                   |
| Nikolas Maes         | Etixx-Quick Step    |                     | 2                   | 2                   |
| Sylvain Chavanel     | IAM                 |                     | 2                   | 2                   |
| Mikaël Cherel        | Ag2r                |                     | 2                   | 2                   |
| George Bennett       | LottoNL-Jumbo       |                     | 2                   | 2                   |
| Daryl Impey          | Orica-GreenEDGE     |                     | 2                   | 2                   |
| Maximiliano Richeze  | Lampre-Merida       |                     | 1                   | 1                   |
| Jérôme Coppel        | IAM                 |                     | 1                   | 1                   |
| Tiago Machado        | Katusha             |                     | 1                   | 1                   |
| Amaël Moinard        | BMC                 |                     | 1                   | 1                   |

## Reparto de premios
El montante total de premios distribuidas por la organización suman un total de 1.059.805 €. Las siguientes tablas muestran tanto las primas otorgadas por los premios de etapa, como las primas dadas por las clasificaciones finales:
| Posición              | 1.º       | 2.º      | 3.º      | 4.º      | 5.º      | 6.º     | 7.º     | 8.º     | 9.º     |
| Clasificación general | 112.000 € | 57.000 € | 30.000 € | 15.000 € | 12.500 € | 9.000 € | 9.000 € | 6.000 € | 6.000 € |
| Por etapa             | 11.000 €  | 5.500 €  | 2.700 €  | 1.500 €  | 1.100 €  | 900 €   | 900 €   | 650 €   | 650 €   |

Destacar que los 20 primeros de cada etapa y los 20 primeros de la general reciben una prima. 
- El portador del maillot rojo (1.º de la general) recibe una recompensa diaria de 160 €.
- El portador del maillot verde (1.º de la clasificación por puntos) recibe una recompensa diaria de 100 €.
- El portador del maillot blanco con puntos azules (1.º de la clasificación de la montaña) recibe una recompensa diaria de 100 €.
- El portador del maillot blanco (1.º de la clasificación de la combinada) recibe una recompensa diaria de 70 €.

La siguiente tabla muestra las primas acordadas concernientes al premio de la regularidad (maillot verde):
| Posición                 | 1.º      | 2.º     | 3.º     |
| Clasificación por puntos | 11.000 € | 5.000 € | 2.000 € |
| Sprints intermedios      | 135 €    | 45 €    | 25 €    |

La siguiente tabla muestra las primas acordadas concernientes al premio de la montaña (maillot blanco con puntos azules):
| Posición                    | 1.º     | 2.º    | 3.º    |
| Clasificación de la montaña | 13000 € | 6600 € | 3500 € |
| Cima Alberto Fernández      | 1000 €  | 520 €  |        |
| Cimas Fuera de categoría    | 920 €   | 615 €  |        |
| Cimas de primera categoría  | 460 €   | 310 €  |        |
| Cimas de segunda categoría  | 230 €   | 155 €  |        |
| Cimas de tercera categoría  | 115 €   | 80 €   |        |

La siguiente tabla muestra las primas acordadas concernientes al premio de la combinada (maillot blanco):
| Posición                      | 1.º      | 2.º     | 3.º     |
| Clasificación de la combinada | 11.000 € | 5.000 € | 2.000 € |

- Cada día (a excepción de las contrarrelojes), el más combativo recibe una recompensa de 200 €.
- En 10 etapas (la 2.ª, 4.ª, 7.ª, 9.ª, 11.ª, 14.ª, 15.ª, 16.ª, 18.ª y 21.ª), hay un premio al juego limpio que suma un montante de 100 €.

## Banda sonora
Este año la sintonía de la Vuelta pertenecerá a Amanecer, la canción de Edurne con la que representó a España en el Festival de la Canción de Eurovisión 2015.

## Madrid Challenge by La Vuelta
Imitando la experiencia del Tour de Francia con su La Course by Le Tour de France, creada en 2014, una vez publicados los calendarios los organizadores de la carrera española decidieron crear una carrera femenina de un día similar para la Vuelta, denominada oficialmente Madrid Challenge by La Vuelta (de categoría 1.1). Tras una primera negativa la UCI reorganizó el calendario para ubicar esta carrera el 13 de septiembre (última día de la Vuelta masculina). Se disputó sobre el mismo circuito de la etapa final del Vuelta a España en Madrid al que dieron 15 vueltas al circuito totalizando 85,7 km. Para no coincidir con Vuelta esta se realizó por la tarde mientras la masculina entró a dicho circuito por la noche. Al igual que La Course destacó por la cuantía de sus premios -los mismos que en una etapa de La Vuelta-.
La clasificación final fue la siguiente:
| \| Clasificación general \| Clasificación general \| Clasificación general \| Clasificación general \| Clasificación general \| \| Ciclista \| Ciclista \| Equipo \| Tiempo \| \| \| --------------------- \| --------------------- \| ------------------------------- \| --------------------- \| --------------------- \| \| 1.ª \| Shelley Olds \| Alé Cipollini \| 2 h 06 min 21 s \| \| \| 2.ª \| Giorgia Bronzini \| Wiggle Honda \| + 0 s \| \| \| 3.ª \| Kirsten Wild \| Hitec Products \| + 0 s \| \| \| 4.ª \| Roxane Fournier \| Poitou-Charentes.Futuroscope.86 \| + 0 s \| \| \| 5.ª \| Lucy Garner \| Liv-Plantur \| + 0 s \| \| \| 6.ª \| Eugenia Bujak \| BTC City Ljubljana \| + 0 s \| \| \| 7.ª \| Elena Cecchini \| Lotto Soudal Ladies \| + 0 s \| \| \| 8.ª \| Kelly Druyts \| Topsport Vlaanderen-Pro-Duo \| + 0 s \| \| \| 9.ª \| Arianna Fidanza \| Alé Cipollini \| + 0 s \| \| \| 10.ª \| Sheyla Gutiérrez \| Lointek \| + 0 s \| \| |                  |                                 |                 |
| |                  |                                 |                 |
| |                  |                                 |                 |
| Clasificación general |                  |                                 |                 |
| Ciclista | Ciclista         | Equipo                          | Tiempo          |
| 1.ª | Shelley Olds     | Alé Cipollini                   | 2 h 06 min 21 s |
| 2.ª | Giorgia Bronzini | Wiggle Honda                    | + 0 s           |
| 3.ª | Kirsten Wild     | Hitec Products                  | + 0 s           |
| 4.ª | Roxane Fournier  | Poitou-Charentes.Futuroscope.86 | + 0 s           |
| 5.ª | Lucy Garner      | Liv-Plantur                     | + 0 s           |
| 6.ª | Eugenia Bujak    | BTC City Ljubljana              | + 0 s           |
| 7.ª | Elena Cecchini   | Lotto Soudal Ladies             | + 0 s           |
| 8.ª | Kelly Druyts     | Topsport Vlaanderen-Pro-Duo     | + 0 s           |
| 9.ª | Arianna Fidanza  | Alé Cipollini                   | + 0 s           |
| 10.ª | Sheyla Gutiérrez | Lointek                         | + 0 s           |

A pesar de retransmitirse en directo fue criticada por los medios especializados debido a la poca promoción y difusión de la carrera.